# Valeriana zamoranensis
Valeriana zamoranensis är en kaprifolväxtart som beskrevs av Jerzy Rzedowski, James Jim Alexander Calderón. Valeriana zamoranensis ingår i släktet vänderötter, och familjen kaprifolväxter. Inga underarter finns listade i Catalogue of Life.